# Anisodes nodigera
Anisodes nodigera là một loài bướm đêm trong họ Geometridae.